# Please Please Please
Pour les articles homonymes, voir Please, Please, Please (homonymie).
Singles de Sabrina Carpenter
Espresso
(2024) Taste
(2024)
Please Please Please est une chanson de l'auteure-compositrice-interprète américaine Sabrina Carpenter sortie en tant que single le 6 juin 2024 via le label Island Records. C'est le deuxième single de l'album Short n' Sweet. Une nouvelle version du single, enregistrée avec la chanteuse country Dolly Parton, est sortie le 14 février 2025, à l'occasion de la sortie de la version Deluxe de l'album Short n' Sweet.

## Classements hebdomadaires
| Classement (2024)                      | Meilleure position |
| -------------------------------------- | ------------------ |
| Allemagne (GfK Entertainment)          | 33                 |
| Australie (ARIA)                       | 1                  |
| Autriche (Ö3 Austria Top 40)           | 13                 |
| Belgique (Flandre Ultratop 50 Singles) | 30                 |
| Canada (Hot 100)                       | 3                  |
| Danemark (Tracklisten)                 | 8                  |
| Espagne (PROMUSICAE)                   | 23                 |
| États-Unis (Hot 100)                   | 1                  |
| États-Unis (Pop Airplay)               | 1                  |
| Finlande (Suomen virallinen lista)     | 19                 |
| France (SNEP)                          | 44                 |
| Irlande (Irish Singles Chart)          | 1                  |
| Italie (FIMI)                          | 90                 |
| (Billboard Global 200)                 | 1                  |
| Norvège (VG-lista)                     | 1                  |
| Nouvelle-Zélande (RMNZ)                | 1                  |
| Pays-Bas (Single Top 100)              | 6                  |
| Portugal (AFP)                         | 2                  |
| Royaume-Uni (UK Singles Chart)         | 1                  |
| Suède (Sverigetopplistan)              | 6                  |
| Suisse (Schweizer Hitparade)           | 12                 |

### Certifications
| Pays   | Organisme    | Certification | Vente   |
| ------ | ------------ | ------------- | ------- |
| Canada | Music Canada | Platine       | 160,000 |